# 東里村 (奈良県山辺郡)
東里村（ひがしさとむら）は奈良県北東部、山辺郡に属していた村。現在は宇陀市室生の一部。

## 歴史
- 1889年（明治22年）4月1日 - 町村制の施行により、山辺郡小原村,、上笠間村、下笠間村、深野村、染田村、多田村及び無山村の区域をもって、山辺郡東里村が発足する。
- 1955年（昭和30年）2月11日 - 宇陀郡室生村、三本松村及び山辺郡東里村が合併して、改めて宇陀郡室生村が発足する。

## 学校
- 奈良県立山辺高等学校東里分校：1956年3月廃止。